# Последний рубеж
«Последний рубеж», оригинальное название — «Внутренний фронт» или «Фасад» (англ. Homefront) — остросюжетный боевик, снятый режиссёром Гэри Фледером по сценарию Сильвестра Сталлоне. Киноадаптация одноимённого романа Чак Логана. Главные роли исполнили Джейсон Стейтем, Джеймс Франко и Вайнона Райдер а также Френк Грилло. Съёмки проводились с октября по ноябрь 2012 года в Новом Орлеане, премьера в США состоялась 27 ноября 2013 года.
Единственный по сценарию Сталлоне фильм, в котором он сам не снялся.

## Сюжет
Через два года после успешного завершения операции под прикрытием и захвата лаборатории по производству метамфетамина, отставной агент Управления по борьбе с наркотиками и ветеран войны Фил Брокер (Джейсон Стэтхэм) и его дочь Мэдди (Изабела Видович) переехали в небольшой город в Луизиане, где выросла ныне покойная мать Мэдди. Мэдди попадает в школьную драку с хулиганом по имени Тедди Клум; когда Брокер приходит в школу, настроенный враждебно отец Тедди, Джимми (Маркус Хестер), вступает в борьбу с ним и проигрывает.
Мать Тедди, Кэсси Клум (Кейт Босуорт) позже просит своего брата, торговца наркотиками по имени Гейтор Бодин (Джеймс Франко), припугнуть Брокера.
Фил отбивается от нескольких головорезов Гейтора на заправочной станции, когда они угрожают ему. В то время как он и Мэдди позже едут верхом, Гейтор врывается в их дом. Изучив старые документы, он понимает, что Брокер был тайным полицейским, ответственным за арест Дэнни Т (Чак Зито) в рейде два года назад. Надеясь расширить свою дилерскую сеть, Гейтор продаёт информацию Дэнни Т, который посылает членов своей банды, чтобы убить Брокера.
Фил находит метамфетаминовую лабораторию Гейтора и саботирует её, устроив так, что при включении света произойдёт пожар. Его захватывают и пытают те же головорезы, которых он отбил ранее, но ему удаётся вырваться и убежать. Когда он и Мэдди готовятся к отъезду, члены банды прибывают. Один из членов банды идёт в сарай и вступает в бой с Тидо, но Тидо поражает его вилами. В драке Брокеру удается убить большинство членов банды, и Мэдди вызывает полицию, затем её похищают. Она звонит с сотового своему отцу, и из её описаний Фил понимает, что её отвезли в метамфетаминовую лабораторию.
Кэсси прибывает на склад Гейтора с новостями о перестрелке. Когда она обнаруживает Мэдди там, она случайно запускает ловушку, которую установил Брокер: лаборатория и большая часть склада взрываются, Гейтор смотрит, как его бизнес сгорает в огне.
Завязывается драка, и он стреляет в Кэсси, прежде чем бежать с Мэдди в своём грузовике. Фил преследует его в полицейской машине, пока они не оказываются застрявшими на мосту, перекрытом шерифом. Брокер сильно избивает Гейтора, но замечает, что его дочь наблюдает за ними, и не стреляет. Гейтор арестован, а Брокер позже посещает Дэнни Т в тюрьме, давая ему знать, что он будет рядом, когда Дэнни Т в итоге будет освобождён.

## В ролях
- Джейсон Стейтем — Фил Брокер
- Джеймс Франко[6] — Гейтор
- Вайнона Райдер[7] — Шерил
- Маркус Хестер — Джимми Клум
- Клэнси Браун — шериф Кит Родриг
- Кейт Босуорт[8] — Кэсси Бодин
- Рашель Лефевр[9] — Сьюзен Хэтч
- Чак Зито — Дэнни Т.
- Фрэнк Грилло[9] — Сайрус Хэнкс
- Изабела Видович — Мэдди
- Омар Бенсон Миллер — Тито
- Стюарт Грир — Льюис
- Криста Кэмпбелл — Лидия

## Критика
Фильм получил смешанные отзывы кинокритиков. На сайте Rotten Tomatoes фильм имеет рейтинг 42 % на основе 118 рецензий со средним баллом 6,2 из 10. На сайте Metacritic фильм имеет оценку 40 из 100 на основе 35 рецензий критиков, что соответствует статусу «смешанные или средние отзывы».